# Driftwood Company
Driftwood Company är en svensk musikgrupp, bildad 2008 i Unnaryd, Hylte kommun.
Bandet består av medlemmarna: Kristoffer Kabell (sång, gitarr, munspel), Johannes Kabell (sång, mandolin) Jonathan Kabell (trummor, sång), Ola Persson (gitarr, sång), Carl Hansson (fiol, banjo, pedal-steel, sång), Timothy Ohldin (kontrabas).
2010 släppte de in sitt debutalbum, First Record, inspelat i Studio Brunljud i Laholm. 2012 släppte de sitt andra album, Unbroken Circles, som även det spelades in i Studio Brunljud.
2014 släppte Driftwood Company sitt tredje album, The Wind Wagon Soundtrack, som är musiken till dokumentärfilmen Wind Wagon Project av Mikael Rosengren och som handlar om segelfartyget Astrakan. The Wind Wagon Soundtrack spelades in i Studio Epidemin i Göteborg under slutet av 2013.